# Каберне Совіньйон
Каберне́ Совіньйо́н (фр. Cabernet Sauvignon) — червоний сорт винограду, підвид виду Виноград культурний (Vitis vinifera), один з так званих «великих винних сортів». Його вирощують майже в кожній країні, яка виробляє вино, серед різноманітного кліматичного спектру від канадської долини Оканаґан до Ліванської долини Бекаа. Каберне Совіньон отримав всесвітньо визнану популярність у винах Бордо, де його часто поєднують із Мерло та Каберне Франом. Протягом більшої частини XX століття це був найбільш широко посаджений у світі виноградний сорт червоного вина, поки у 90-х роках його не випередив Мерло. Однак до 2015 року Каберне Совіньон знову став найбільш широко висадженим виноградом з загальною площею 341 000 гектарів.

## Походження

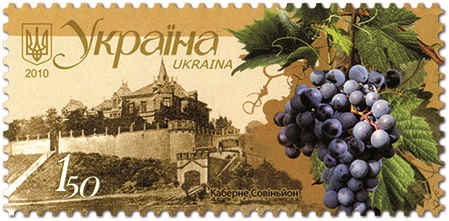
Каберне Совіньйон на поштовій марці України 2010 року

Протягом багатьох років походження каберне совіньйону не було чітко зрозуміло, і як наслідок, навколо його історії виникло багато міфів та здогадів. Вважається, що слово "совіньон" походить від фр. sauvage, що означає "дикий", маючи на увазі виноград справжній, який походить з Франції. До недавнього часу вважалося, що виноград має давнє походження, ймовірно навіть бувши виноградом Biturica, який використовувався для виготовлення вина у Стародавньому Римі, на який свого часу посилався Пліній Старший. Ця теорія була широко поширеною у XVII столітті, коли виноград також був відомий як Petite Vidure або Bidure, очевидно, варіанту слова Biturica. Існувало також переконання, що Vidure є посиланням на тверду деревину (фр. vigne dure) виноградної лози, з можливим відношенням до Карменеру, який колись був відомим як Grand Vidure. Інший переказ полягав у тому, що виноградна лоза бере свій початок в іспанському регіоні Ріоха.
У 1997 році за допомогою ДНК-аналізу було доведено, що Каберне Совіньйон є наслідком мимовільного схрещування між двома іншими сортами — Каберне Фран і Совіньйон Блан приблизно у XVII столітті.

## Агротехніка
Каберне Совіньйон культивується відносно легко, його ягоди малі за розміром, мають товсту шкіру, розташовані щільно, що робить їх відносно стійкими до морозу та комах, але вразливими до сірої гнилі. Квітне та достигає досить пізно (на 1-2 тижні пізніше за Мерло та Каберне Фран), тому найкраще росте у кліматах з теплою тривалою осінню. Найкращих якостей набуває на кам'янистих ґрунтах, які з одного боку забезпечують дренаж (таким чином стримують ріст і зберігають концентрацію фруктових ароматів у ягодах), з іншого — акумулюють тепло, що допомагає винограду достигати.

## Розповсюдження
Каберне Совіньйон є одним з найзначніших сортів культурного винограду і як такий, культивується майже у всіх виноробних регіонах від Каліфорнії до Нової Зеландії.

### Визначні регіони
Найвідомішим регіоном для Каберне Совіньйон є Бордо, де цей сорт здобув свою славу і знаність. Саме бордоське вино, в якому домінують Каберне Совіньйон та Мерло, протягом століть було взірцем і візитною карткою червоного вина.
Визначними виноградниками Бордо, де якість сорту сягає свого найвищого рівню є Медок, Марго, Сен-Естеф, Пессак-Леоньян.

### Інші регіони
Інші важливі регіони культивації Каберне Совіньйон, це Каліфорнія, Чилі, Аргентина, Австралія та Нова Зеландія. У сумішах з іншими сортами Каберне Совіньйон трапляється в Італії, Іспанії, Південній Африці. В Україні сорт здавна культивується в Миколаївській та Одеській областях і в Криму.

## Стилі вина

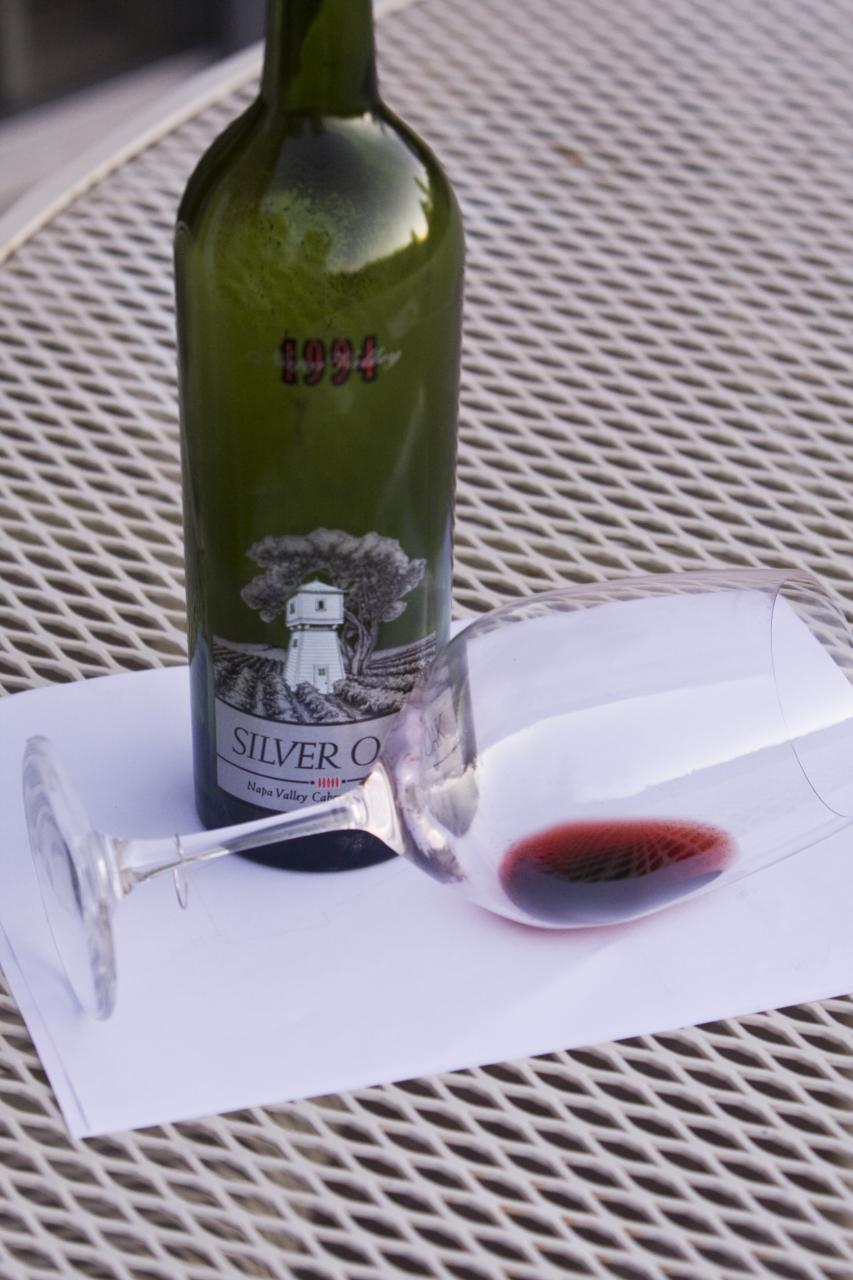
Каберне Совіньйон долини Напа

Для вин з Каберне Совіньйон притаманна висока кислотність, значний вміст танінів та інтенсивність смаку, кольору й аромату. Чистий Каберне Совіньйон, особливо витримкою менш ніж 3-5 років, може бути дуже різким і важким для споживання. Для балансування кислот і танінів винороби змішують його з Мерло, Сіра (Шираз), Карменер та іншими сортами.
Завдяки танінам і кислотам вина з Каберне Совіньйон мають чи не найбільший потенціал для витримки протягом багатьох років, навіть десятиріч. За цей період у якісних вин відбувається пом'якшення танінів та кислот, та розвиваються складні аромати фруктів та спецій.
Смакові та ароматичні характеристики:
- класичні аромати Каберне Совіньйон — чорна смородина, зелена паприка (особливо у прохолодних кліматах і роках);
- у місцях з теплим кліматом: тютюн, евкаліпт, м'ята
- тони, що з'являються після витримки в дубовій бочці: ваніль, дим, кедр.

## Кулінарні комбінації
Оскільки вино, в якому домінує Каберне Совіньйон, має високий вміст кислот та танінів, його вживають із жирною їжею, такою як смажене м'ясо (стейк), печеня, смажені ковбаси тощо.